# Telouet
Telouet (franska: Telouet (CR), Telouet (Commune Rurale), arabiska: سروا) är en kommun i Marocko.   Den ligger i provinsen Ouarzazate och regionen Drâa-Tafilalet, i den centrala delen av landet, 300 km söder om huvudstaden Rabat. Antalet invånare är 14 203.